# Boris Gmirja
Boris Romanovič Gmirja (ukrajinsky: Бори́с Рома́нович Гми́ря; 5. srpna 1903 Lebedyn – 1. srpna 1969 Kyjev) byl ukrajinský operní pěvec, národní umělec Sovětského svazu (1951), držitel Leninova řádu, v letech 1939-1957 sólista Kyjevské opery.